# Шёл солдат с фронта
«Шёл солдат с фронта» — фильм режиссёра Владимира Легошина, снятый на киностудии Союздетфильм (СССР) в 1939 году по повести Валентина Катаева «Я, сын трудового народа…».
Повесть «Я, сын трудового народа…» написана Катаевым в 1936 году и впервые опубликована в ноябре 1937 года. Названием повести служит первая фраза действующей в Красной армии воинской присяги. Повесть получила как хвалебные, так и негативные отзывы («… (повесть) напоминает „живописью нравов“ физиологические очерки сороковых годов прошлого столетия») В 1939 году одновременно с выходом кинофильма была завершена опера «Семён Котко» Сергея Прокофьева, который дал очень высокую оценку пьесе:
Мне давно хотелось написать советскую оперу, но я долго не решался взяться за работу, пока постепенно не выработал точку зрения на то, как надо подойти к этой задаче... Хотелось живых людей с их страстями, любовью, ненавистью, радостью и печалью, естественно вытекающими из новых условий. В этом отношении меня заинтересовала повесть Валентина Катаева "Я, сын трудового народа...". Люди у Катаева абсолютно живые, и это самое главное. Они живут, радуются, сердятся, смеются - и вот эту жизнь мне хотелось передать.
В 1983 году на Одесской киностудии снят фильм «Я, сын трудового народа» с Сергеем Маковецким в роли Семёна Котко.

## Сюжет
Украина, февраль 1918 года. В родное село возвращается артиллерист, Георгиевский кавалер Семён Котко (Мельников). Четыре года он служил под командованием своего односельчанина фельдфебеля Ткаченко (Бельский). Невзлюбил тот молодого солдата, который — ранее небогатый кузнец, ещё до войны посмел влюбиться и свататься к его красавице-дочке Софье (Сорогожская). Другим стало село после революции, вместе с унтер-офицерскими погонами потерял Ткаченко власть и влияние. Семён снова засылает сватов — главу первого сельского Совета Ременюка (Нассонов) и матроса Василия Царёва (Сагал). Отец нехотя благословляет молодых.
По договору Украинской державы и Германии в страну вводится немецкая армия. Летом 1918 года новая власть — офицер фон Вирхов, сын местного помещика пан Клембовский и нанятый старостой Ткаченко, — начинает своё утверждение в селе с показательной казни Царёва и Ременюка. Семён с молодым односельчанином Миколой (Консовский) уходят в лес к партизанам. Отряд быстро растёт, превращаясь в партизанскую бригаду, дивизию, которая вскоре примыкает к Красной армии. Семён Котко возвращается на военную службу и становится командиром батареи.

## В ролях
- Мельников, Александр Афанасьевич — Семён Котко
- Жеймо, Янина Болеславовна — Фроська Котко, сестра Семёна
- Сорогожская, Валентина Михайловна — Софья, невеста Семёна
- Бельский, Борис Михайлович — Ткаченко, отец Софьи
- Сагал, Даниил Львович — Василий Царёв, моряк-черноморец, большевик
- Нассонов, Константин Аркадьевич — Ременюк, политкаторжанин
- Консовский, Алексей Анатольевич — Микола
- Трояновский, Михаил Константинович — старик
- Ляшенко, Лука Иванович — Зиновий Петрович
- Трофимов, Николай Петрович — Соловьев